# Joodse begraafplaats (Borculo)
Dit artikel gaat over de voormalige en huidige Joodse begraafplaats van Borculo (Achterhoek, provincie Gelderland).

## Voormalige Joodse begraafplaats Lange Wal
De oudste Joodse begraafplaats bevond zich aan de Lange Wal aan de oever van de Berkel. Het is bekend dat ze na 1823 wegens de frequente wateroverlast niet meer in gebruik was. Wat er nog van resteert is een toegangssteen met in Hebreeuws schrift de letters פנ [PN], hetgeen staat voor Po Niqbar, ofwel: hier is begraven. Deze steekt ca 20 cm boven de bestrating uit. Hij maakte voorheen deel uit van de rijweg, maar is enige meters verplaatst tot aan de voortuin van een woning.

## Huidige Joodse begraafplaats Deugenweerd
De huidige dodenakker Deugenweerd ligt aan de Van Coeverdenstraat en is nog in gebruik. Ze bestaat sinds 1820 en omvat in 2009 122 grafstenen. Er is een metaheerhuis met boven de toegang het opschrift: 
                IK DOOD EN MAAK LEVEND Deutr 32,39
Het reinigingshuisje is bereikbaar langs de achtertuinen van een rij nieuwbouwwoningen. De  monumentale toegang tot de begraafplaats was lange tijd sterk verwaarloosd en bevond zich te midden van een bosschage. In 2011 zijn hek en de beukenhaag gerenoveerd, De begraafplaats wordt onderhouden door de plaatselijke overheid en vrijwilligers. Er zijn enige vrij recente graven.

## Joodse gemeenschap Borculo
In Borculo woonden sinds ca 1650 enige Joodse families. Het is niet bekend wanneer de joodse gemeente werd opgericht, maar in ca 1820 kwam de 'nieuwe' begraafplaats en in 1840 werd aan de Weverstraat een synagoge gesticht. Deze stond al snel bekend als een centrum voor joodse studies. Begin 20e eeuw was er een bloeiende gemeenschap met verschillende industriëlen en ondernemers. Enkele Joodse inwoners werden gekozen in de gemeenteraad.

## Locaties
- Lange Wal: 52° 6′ 56″ NB, 6° 31′ 32″ OL
- Deugenweerd: 52° 7′ 11″ NB, 6° 31′ 1″ OL